# Bordiguisme

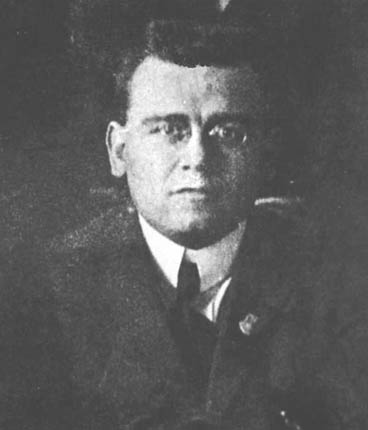
Amadeo Bordiga en 1924.

Le bordiguisme est un courant politique classé à l’ultra-gauche et se réclamant de l’interprétation du marxisme développé par Amadeo Bordiga. Il fait partie d'un des courants de pensée au sein de la gauche communiste italienne.
Souvent, les intéressés ne se reconnaissent pas dans ce terme, forgé par leurs adversaires, et préfèrent utiliser celui de « gauche italienne », de « gauche », ou simplement de « communisme ». Né dans les années 1920, dans le sillage du combat de Bordiga contre Staline et l’évolution de la IIIe Internationale, le courant bordiguiste s’est scindé en de nombreuses branches plus ou moins rivales après la guerre. Ce courant, se réclamant d’une stricte orthodoxie léniniste (bien qu'il ait été une des cibles de l'ouvrage La maladie infantile du communisme écrit par Lénine lui-même), est en général considéré par les autres groupes d’ultra-gauche comme ayant des positions intransigeantes, voire sclérosées.

## Principes fondateurs
Du fait de l’histoire mouvementée des organisations se réclamant de la pensée de Bordiga d’une part, et du fait du silence de Bordiga entre 1930 et 1943 et après sa mort en 1970 d’autre part, le bordiguisme peut renvoyer à un corpus idéologique différent selon les auteurs et selon les époques. Cependant, en général, le bordiguisme est caractérisé par un certain nombre de positions.

### Ce qu'est le "marxisme" selon Bordigua
Bordiga parle souvent de la nécessité du maintien de la théorie marxiste et la « défense du marxisme dans son intégralité ». Cette idée est explicitée dans le terme « d’invariance historique du marxisme » qui apparait sous la plume de Bordiga en 1952 à travers l’article du même nom. Lorsque Bordiga utilise le terme de défense de l’invariance du marxisme, il se défend de déifier le personnage de Karl Marx en donnant une définition particulière du marxisme :
« On emploie l'expression « marxisme » non pour désigner une doctrine découverte ou introduite par l'individu Karl Marx, mais pour se référer à la doctrine qui surgit en même temps que le prolétariat industriel moderne et l'« accompagne » pendant tout le cours de la révolution sociale »
Selon Bordiga, le marxisme serait donc né avant Marx et désigne par commodité, l’ensemble de la théorie issue de la réalité de la lutte de classes dans le mode de production capitaliste. Le marxisme n’est donc ni le fait de Marx, ni de Lénine, ni de Bordiga lui-même, mais seulement du prolétariat sous la domination du capital, les grands auteurs n’ayant traduit que la réalité sociale.

### Léninisme
Bordiga s’inscrit dans la tradition léniniste, ce qui en fait une singularité parmi les autres groupes d’ultra-gauche qui sont issus de mouvances critiques du communisme officiel et qui ont fini par remettre en cause l’apport du leader soviétique. Pourtant, le bordiguisme est souvent considéré comme une déviation gauchiste au sens que Lénine donne à ce mot dans son opuscule La maladie infantile du communisme, qui y cite Bordiga pour dénoncer son refus absolu et inconditionnel de participer aux élections.

### Analyse de l’économie de l’URSS comme un capitalisme d’État
Comme une bonne partie des groupes d’ultra-gauche, le bordiguisme refuse de considérer l’économie soviétique comme une économie socialiste. De ce fait, l’URSS est pour les bordiguistes un pays à économie de marché qui fonctionne selon les règles singulières du capitalisme d’État. Bordiga a parfois utilisé le terme d’« industrialisme d’État » pour caractériser les premières années de l’ère soviétique.

### Centralisme organique
Il s’agit d’une conception du parti très rigide et descendante où toute l’activité est impulsée par le centre qui détient la justesse de la théorie. Les adversaires des bordiguistes parlent souvent à ce propos de « fétichisme du parti » qui substituerait le parti à la classe ouvrière. Par ailleurs, le bordiguisme insiste généralement sur la distinction opérée par Marx entre parti formel et parti historique, le premier étant l'organisation contingente et le second le corpus idéologique indestructible indépendant de son incarnation militante. Ainsi, pour les bordiguistes, le véritable parti communiste peut dans une période défavorable n'être constitué que d'une poignée de membres qui œuvrent à la défense de la théorie en attendant des jours meilleurs.
Cette notion de centralisme organique comme mode de fonctionnement est un terme employé dans les thèses de Lyon en 1926 : « Les partis communistes doivent réaliser un centralisme organique qui, avec le maximum possible de consultations de la base, assure l'élimination spontanée de tout regroupement tendant à se différencier. » Mais le concept n’est pas réellement appliqué dans le Parti communiste italien de l’époque qui reste sur une base « centraliste démocratique ». D’ailleurs Bordiga à l’époque dit ceci : « Nous ne proposerons pas ici de remplacer ce mécanisme par un autre et nous n'examinerons pas en détail ce que pourrait être ce nouveau système. Mais il est certain qu'on peut admettre un mode d'organisation qui se libérerait de plus en plus des conventions du principe démocratique, et qu'il ne faudrait pas le rejeter au nom de phobies injustifiées si on pouvait un jour démontrer que d'autres éléments de décision, de choix, de résolution des problèmes sont plus conformes aux exigences réelles du développement du parti et de son activité dans le cadre du déroulement historique ». Ce n’est qu'à la suite de la scission de Onorato Damen (en 1952) et la naissance du PCInt-PC que le centralisme organique est mis en application dans le parti.
Le fonctionnement du parti de Bordiga, après la scission de 1952, n’est pas basé sur des congrès périodiques, sur des coordinations ni ne s’appuie sur un comité central exécutif donnant des consignes aux militants. Les rencontres entre les militants se font dans des réunions générales qui consistent principalement en un exposé détaillé fait par Bordiga sur un sujet précis auquel les membres du parti participent en posant quelques questions. Les Comités centraux ou exécutifs sont remplacés par un commissaire unique qui représente « le centre organisationnel du parti » et donne les consignes aux cellules. Les débats et motions soumis aux votes sur tel ou tel point théorique ou tactique deviennent inutiles grâce à l’invariance puisqu’une seule chose est à défendre : le programme et il n’y a pas à discuter sur son contenu ni sur sa forme. Plus besoin de procédure de sanctions ou d’exclusion vis-à-vis de ceux qui dévieraient de la ligne du parti. Ces derniers en cas de désaccords majeurs sont considérés comme ne défendant plus le programme et ne font, de fait, plus partie du PCInt. Le but est de supprimer tous les résidus de démocratie pouvant se trouver dans le fonctionnement du parti. Dans cette logique de rupture avec le « démocratisme bourgeois », le parti n’a pas besoin de statuts de fonctionnement, ni de poste à pourvoir. Le rôle de commissaire unique est donc purement tacite et dû à la nécessité politique que cette tâche soit effectuée. Le parti réaffirme également son centralisme et tous les militants doivent marcher d’un même pas pour donner un parti uni, compact idéologiquement et tactiquement.

### Invariance de la théorie
Pour les bordiguistes, le corps de doctrine marxiste n’a pas à être révisé ou enrichi à la lumière des événements. Résultat d’une démarche scientifique, il a été consigné une fois pour toutes en 1848 dans le Manifeste du parti communiste de Marx et correctement développé jusqu'au troisième congrès de l'Internationale communiste en 1921. Le rôle du parti est de maintenir intacte la théorie et le programme communiste, et Bordiga parle de « radoubeurs » pour désigner les communistes qui prétendent en modifier la teneur.

### Lutte contre l’anti-fascisme et le fascisme
Les bordiguistes sont connus pour renvoyer dos à dos fascisme et anti-fascisme : ces deux idéologies seraient les faces d’une même monnaie bourgeoise. L'antifascisme serait un piège utilisé par la bourgeoisie pour détourner les prolétaires de leur véritable lutte : la lutte de classe, que l'État soit démocrate, fasciste ou autoritaire. Certains auteurs assimilent parfois le bordiguisme à une forme de négationnisme, s’appuyant sur un texte polémique publié dans la revue Programme communiste en 1960 , « Auschwitz ou le grand alibi », qui ne met cependant pas en cause l’existence des chambres à gaz.
Ce texte commence par : 

« La presse de gauche vient de montrer de nouveau que le racisme, et en fait essentiellement l'antisémitisme, constitue en quelque sorte le Grand Alibi de l'antifascisme : il est son drapeau favori et en même temps son dernier refuge dans la discussion. Qui résiste à l'évocation des camps d'extermination et des fours crématoires ? Qui ne s'incline devant les six millions de Juifs assassinés ? Qui ne frémit devant le sadisme des nazis ? Pourtant c'est là une des plus scandaleuses mystifications de l'antifascisme, et nous devons la démonter. »

### Obsession du «fil rouge»
Partant du principe que l'organisation dans laquelle ils militent est le seul véritable parti communiste authentique appelé à diriger la révolution mondiale à venir, les bordiguistes mettent constamment en avant, pour la revendiquer, leur filiation organisationnelle avec les premiers temps du marxisme. En tête de toutes leurs publications, les bordiguistes présentent un encadré retraçant le sillage dans lequel s'inscrit leur organisation : commençant en 1848, continuant avec la révolution russe et le combat du Parti communiste d'Italie contre l'Internationale Communiste.

## Histoire du courant bordiguiste

### Naissance du bordiguisme (1921-1926)
Le bordiguisme prend sa source dans les orientations que Bordiga impulse au sein de la Fraction abstentionniste du PSI puis plus tard au  Parti communiste d'Italie fondé sous son autorité en 1921 à Livourne et qui sont consignées dans les Thèses de Rome adoptées à son deuxième congrès en mars 1922. Il prend sa source d’autre part dans le combat que Bordiga mène au sein de l’Internationale communiste contre Staline aux côtés des autres oppositions de gauche et qui culmine en 1926 à la cession du Comité exécutif élargi de l’Internationale communiste. À l’époque bordiguisme et trotskisme sont même parfois confondus.

### Bordiguisme pendant la clandestinité (1926-1943)

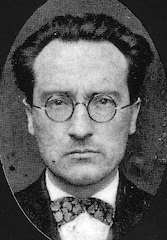
Onorato Damen en 1925

Après son expulsion définitive du PC d’Italie en 1930, Bordiga se retire de la vie politique pour se consacrer à son métier d’ingénieur. Avec l’avènement du fascisme, beaucoup de communistes italiens émigrent, et plusieurs groupes, installés principalement en France et en Belgique se reconnaissent dans les positions du PCI de Bordiga : en Belgique, autour de la figure d’Ottorino Perrone et de la revue Bilan et en France, autour de Pappalardi et du journal Réveil communiste. Sans contact régulier avec Bordiga, pris dans la tourmente de la guerre approchante, isolés géographiquement, les différents groupes militants vont diverger sur certaines questions politiques en particulier la guerre d’Espagne, se disperser ou se rapprocher d’autres branches de l’opposition de gauche à l’Internationale en particulier la gauche germano-hollandaise.

### Bordiguisme après la guerre (1943-)
En 1943, Onorato Damen constitue avec quelques centaines de militants dans le nord de l’Italie le Parti communiste internationaliste (PCInt) se voulant le continuateur du PCI originel. En France, la FFGCI entame un travail similaire. Bordiga rejoint le parti de Damen sans y adhérer formellement puis le quitte en 1952 pour fonder le Parti communiste international qui intègre une partie de la FFGCI, rejetant les positions de Damen qu’il juge activistes. Le Parti communiste international connaît par la suite de nombreuses scissions qui se réclament toutes de l’apport de Bordiga.

### Bordiguisme et gauche italienne
Aujourd’hui le terme « bordiguiste » désigne habituellement les organisations issues de la scission de 1952, essentiellement celles ayant adopté le nom de Parti communiste international. Cependant, d’autres groupes ou revues rivales sont parfois classées dans le bordiguisme car provenant directement de cette branche : Groupe communiste mondial, Communisme ou civilisation, Les cahiers du marxisme vivant, Invariance de Jacques Camatte, Le fil du temps de Roger Dangeville, le groupe N+1. D’autres organisations (le PCint, ou encore le CCI et ses différentes scissions) se réclament de l’apport du bordiguisme d’avant guerre mais rejettent les positions du Bordiga d’après guerre : elles revendiquent un certain héritage de la gauche italienne qu'elles distinguent du strict bordiguisme. D'autres enfin sont parfois considérées comme bordiguistes car elles partagent certaines positions et ont vu des militants issus de cette tradition transiter dans ses rangs : c'est le cas de l'Internationaliste (Lotta comunista).

### Séparation de 1952 entre la tendance de Bordiga et de Damen au sein de la gauche communiste italienne
Au sein de la gauche communiste italienne, Amadeo Bordiga et Onorato Damen y ont porté des courants assez opposés. Ces oppositions engendreront une scission au sein du Parti Communiste Internationaliste italien en 1952: 
- Le PCI - Battaglia comunista, dirigé par Onorato Damen, est favorable à la présentation aux élections. Onorato Damen meurt en 1979. En 1984, le Parti communiste internationaliste fonde une nouvelle internationale : le Bureau international pour le parti révolutionnaire (BIPR) qui devient la Tendance communiste internationaliste en 2009.
- Le PCI - Il Programma comunista, constitué autour d'Amadeo Bordiga (qui a rejoint le parti au début des années cinquante sans formellement s'y inscrire[20]) et de Bruno Maffi, est opposé : ce groupe va alors prendre le nom de Parti communiste international et publier en français la revue Programme communiste. Ce courant se disperse en plusieurs groupes au début des années 1980.

Des différences stratégiques et philosophiques sont ainsi visible entre Amadeo Bordiga (bordiguisme) et Onorato Damen (damenisme) au sein de la gauche communiste italienne :
| Différences entre le bordiguisme et le damenisme | Différences entre le bordiguisme et le damenisme | Différences entre le bordiguisme et le damenisme |
| Thème                                            | Amadeo Bordiga | Onorato Damen |
| ------------------------------------------------ | --- | --- |
| Rôle du parti communiste                         | Le parti comme gardien du programme communiste, avec une position de quasi-"invariance" doctrinale. Il s’agit d’une conception léniniste du parti très rigide et descendante où toute l’activité est impulsée par le centre qui détiendrait la justesse théorique. Plutôt qu'un "centralisme démocratique", le bordiguisme prône un "centralisme organique".                                                                          | Le parti comme instrument actif de l’intervention révolutionnaire, devant s’engager dans les luttes de la classe ouvrière. Le parti ne doit pas s'identifier à l'État de transition. Le prolétariat ne doit pas déléguer son rôle historique à d'autres ou transférer son pouvoir à d'autres - même pas à son propre parti politique. |
| Théorie de l'"invariance"                        | Centrale. Le programme communiste ne doit pas varier. Toute adaptation est perçue comme une trahison. Pour les bordiguistes, le corps de doctrine marxiste n’a pas à être révisé ou enrichi à la lumière des événements. La doctrine authentique été consigné une fois pour toutes en 1848 dans le Manifeste du parti communiste de Marx et correctement développé jusqu'au troisième congrès de l'Internationale communiste en 1921. | Rejette cette idée. Le marxisme est vu par Damen comme un outil vivant, qui nécessite une interprétation dialectique et changeante de la réalité historique. |
| Rapport à la classe ouvrière                     | Hiérarchique : le parti d'avant-garde éclaire, mais ne se dilue pas dans les mouvements immédiats. | Lié directement aux luttes concrètes du prolétariat. La pratique révolutionnaire passe par un lien organique avec la classe ouvrière. |
| Tactique et/ou principe                          | Bordiga est hostile à toute tactique de type « opportuniste » (par exemple : participation électorale, alliances temporaires). | Onorato Damen critique l’opportunisme, mais reste plus souple tactiquement, notamment sur l’agitation ouvrière. |
| Stalinisme et Trotskysme                         | Rejette les deux. L'URSS est perçue comme du capitalisme d'état (ou "industrialisme d'Etat"). | Rejette les deux. L'URSS est perçue comme du capitalisme d'état. Damen reproche à Bordiga de ne pas être assez clair et radical dans son analyse sur la nature économique de l'Union Soviétique. |